# 印刷通用汉字字形表
《印刷通用漢字字形表》是中國大陸於1965年出版的字表，共收6196字，統一規定當時印刷宋體字形標準，以簡化字為主（《簡化字總表》1964年發佈），附以對應之繁體字。
所謂的「新字形」即由此表而來，在這之前通用的字形則稱為「舊字形」；表中用字主要從簡從俗，如「盗（盜）」、「奥（奧）」等很多時會被誤為简化字（注意此「新舊字形」也和異體字屬兩個標準，而「新字形」也適用於印刷繁體字）。以下舉出幾個範例：
（米上加撇，不是「采」）在新字形成為「米」
例：
從改從
例：
將折省寫為點
例：
在新字形成為
例：
在新字形成為
例：
其他
例：
官方說法其字形標準功能在1988年由新出之《現代漢語通用字表》代替；但2009年《通用規範漢字表》徵求意見稿仍根據此表字形原則對44個字作了修訂。
值得一提是表中特別註明十五個「繁體字」：藉乾摺夥徵覆馀隻準瞭锺鬱叠麽（注意「餘」「鍾」兩字的偏旁被简化，變成「馀」「锺」，此外「叠」「麽」也和現在台港澳慣用的「疊」「麼」不同）「作为人名地名及引用文言文的时候仍有需要」。

## 另見
- 漢字改革
- 漢字標準列表